# Луций Юлий Цезарь (консул 64 года до н. э.)
Луций Юлий Цезарь (лат. Lucius Iulius Caesar; умер после 43 года до н. э.) — древнеримский политический деятель из патрицианского рода Юлиев, консул 64 года до н. э. Был дальним родственником Гая Юлия Цезаря и дядей Марка Антония, нo, тем не менее, принадлежал к республиканцам. В 43 году до н. э. попал в проскрипционные списки, позже был помилован племянником.

## Биография

### Происхождение
Луций Юлий принадлежал к древнему патрицианскому роду, представители которого возводили свою генеалогию к богине Венере через Энея. Отец и дед Луция Юлия носили тот же преномен. Дед, по-видимому, не занимал никакие курульные (высшие) магистратуры; о нём известно только, что в какой-то момент он был монетарием. Луций-отец был консулом в 90 году до н. э. и цензором в 89 году. Его братьями были Гай Юлий Цезарь Страбон Вописк и Квинт Лутаций Катул. Таким образом, двоюродным братом Луцию-младшему приходился Квинт Лутаций Катул Капитолин.
По матери Луций Юлий был внуком Марка Фульвия Флакка, консула 125 года до н. э. и видного соратника братьев Гракхов, погибшего вместе с Гаем Семпронием. С диктатором Гаем Юлием Цезарем он находился в довольно отдалённом родстве: предположительно двое Юлиев были четвероюродными братьями. Родная сестра Луция была женой Марка Антония Кретика и матерью трёх его сыновей, в том числе Марка Антония, члена второго триумвирата.

### Карьера
Карьера Луция Юлия началась с должности монетария, которую он предположительно занимал во время консулата отца, в 90 году до н. э. В последующие годы начались гражданские войны, в ходе которых и отец, и оба дяди Цезаря стали жертвами марианского террора. Но Луций Юлий упоминается в следующий раз только в связи с событиями 77 года до н. э., когда он был квестором в провинции Азия. Известно, что в этом качестве он участвовал в празднике в честь Афины в Илионе.
В период между 74 и 67 годами до н. э. Цезарь занимал должность претора. В 65 году до н. э. он выдвинул свою кандидатуру в консулы и с самого начала выглядел фаворитом; в конце концов он получил консулат на двоих с плебеем Гаем Марцием Фигулом. Известно, что под председательством Луция Юлия или его коллеги сенат постановил ограничить число лиц, сопровождающих кандидатов в магистраты. В следующем году Луций был одним из дуумвиров (вместе с кузеном Гаем, будущим диктатором), судивших Гая Рабирия за участие в убийстве Луция Аппулея Сатурнина. Народное собрание склонялось в пользу обвинителя, Тита Лабиена, но до приговора дело так и не дошло.
Луций Юлий участвовал в заседании сената 5 декабря 63 года, на котором решалась судьба сторонников Катилины. Марк Туллий Цицерон, призывавший казнить заговорщиков без суда, апеллировал к ряду прецедентов, в числе которых были убийство деда Луция, Марка Фульвия Флакка, и казнь (или принуждение к самоубийству) сына Марка Фульвия в 121 году до н. э.; к тому же среди катилинариев был второй муж сестры Луция, Публий Корнелий Лентул Сура, присутствовавший на заседании. Несмотря на всё это, Цезарь проголосовал за казнь без суда.

### Поздние годы
Следующее упоминание о Луции Юлии относится к 52 году до н. э.: он стал легатом в армии своего кузена Гая, действовавшей в Галлии. Известно, что во время Великого галльского восстания в том же году Цезарь защищал Нарбонскую Галлию и что в январе 49 года до н. э., когда произошло обострение внутриполитического кризиса, он всё ещё был подчинённым Гая Юлия. О поведении Луция во время гражданской войны точно ничего не известно: его сын сражался на стороне Помпея, а он сам, возможно, упоминается в одном письме Помпея от 17 февраля 49 года до н. э. в числе консуляров, согласных с отступлением от Рима к Брундизию, но в этом случае однозначное толкование источника невозможно.
В 47 году до н. э. Цезарь находился в Риме. Гай Юлий в это время воевал в Египте, а его начальник конницы Марк Антоний (племянник Луция), отправившись в Кампанию для подавления мятежа, оставил вместо себя дядю в качестве городского префекта. Но тот оказался слишком стар и слаб для этой роли, так что город охватили волнения, связанные с деятельностью народного трибуна Публия Корнелия Долабеллы. Летом 44 года до н. э., когда Гай Юлий уже был убит, Луций находился в Неаполе и был тяжело болен. Известно, что он одобрял действия Долабеллы, на время заключившего союз с убийцами диктатора, и негативно отзывался о Марке Антонии. Цицерону Цезарь сказал однажды при личной встрече: «О мой Цицерон, поздравляю тебя с тем, что ты имеешь такое влияние на Долабеллу; имей я такое влияние на сына сестры, мы теперь могли бы быть невредимыми. А твоего Долабеллу я и поздравляю и благодарю; право, после твоего консульства его одного мы можем по справедливости называть консулом».
Тогда же Луций был посредником в переговорах между Цицероном и одним из главных убийц Гая Юлия — Марком Юнием Брутом. В сенат он вернулся только в конце года, чтобы продолжать поддерживать республиканцев; в частности, Цезарь предложил остановить распределение земли между ветеранами, которым занимался ещё один его племянник, Луций Антоний, и это предложение было принято. В феврале 43 года до н. э. его политические позиции несколько изменились. Когда Долабелла без санкции сената занял Азию и убил её наместника Гая Требония, Цезарь предложил сделать командующим в войне с мятежником не Гая Кассия Лонгина, как хотело подавляющее большинство, а цезарианца Публия Сервилия Исаврика. Эта поправка не прошла, но зато Луций добился смягчения формулировок при объявлении войны Марку Антонию (слово bellum было заменено на tumultus).
Формируя второе посольство к Антонию в марте 43 года до н. э., сенаторы включили в него и Луция Юлия, но послы так и не отправились в путь. Когда Марк потерпел поражение при Мутине, Цезарь поддержал объявление своего племянника вне закона. Поэтому, когда Антоний заключил союз с приёмным сыном Гая Цезаря Октавианом и Марком Эмилием Лепидом и занял Рим, Луций сам оказался в числе потенциальных жертв. В первом проскрипционном списке его имя стояло вторым (после имени брата Лепида); его сестра, мать Марка Антония, согласно Аппиану, укрыла брата у себя, а потом на форуме заявила сыну: «Я доношу, самодержец, на саму себя: я скрывала у себя Луция и посейчас ещё скрываю и буду скрывать, пока ты не казнишь нас обоих. Ведь такое наказание объявлено и для укрывающих». Марку ничего не оставалось, кроме как помиловать дядю.
После этих событий Луций Юлий уже не упоминается в источниках. Известно, что долгие годы он состоял в жреческой коллегии авгуров и написал сочинение об авгурском праве, текст которого полностью утерян.

## Потомки
У Луция Юлия был сын того же имени, сражавшийся в гражданской войне на стороне Помпея и погибший в Африке в 46 году до н. э.